# Mroczniejszy odcień magii
Mroczniejszy odcień magii (ang. A Darker Shade of Magic) – amerykańska powieść fantasy dla młodzieży (young adult) autorstwa V. E. Schwab, wydana w 2015 przez Tor Books. Pierwszy tom cyklu Odcienie magii. W Polsce została wydana w 2016 przez Zysk i s-ka w tłumaczeniu Ewy Wojtaczek. Była nominowana do książki roku 2016 portalu Lubimy Czytać za 2016.

## Fabuła
Kell jest młodym magiem, który jest jednym z ostatnich, którzy potrafią przemieszczać się pomiędzy czterema alternatywnymi i równoległymi Londynami: czerwonym, szarym, białym i czarnym. Chłopak służy rodzinie królewskiej Czerwonego Londynu, podróżując między nimi jako ambasador. Prowadzi jednak również sekretne życie jako przemytnik, traktując to bardziej jako rozrywkę. 
Gdy przemyt kończy się niepowodzeniem, Kell ucieka do Szarego Londynu pozbawionego magii, gdzie spotyka młodą złodziejkę, Delilah Bard. Dziewczyna szuka przygody i szansy na zostanie kimś więcej. Przypadkiem kradnie mu zaczarowany kamień, a następnie pomaga Kellowi, co łączy ich losy.

## Ekranizacja
3 lutego 2016 roku ogłoszono, że firma produkcyjna Gerarda Butlera, G-BASE, nabyła prawa do adaptacji książki jako serialu telewizyjnego.
Jednak rok później, 24 lutego 2017, ogłoszono, że zamiast tego zostanie wyprodukowany film⁣, a ⁣Sony Pictures zdobyło do niego prawa. Wraz ze zmianą formatu Schwab stała się jednym z producentów.
3 października 2019 ogłoszono scenarzystę filmu: jest to Derek Kolstad, twórca serii John Wick.